# Plectris ruffoi
Plectris ruffoi är en skalbaggsart som beskrevs av Frey 1972. Plectris ruffoi ingår i släktet Plectris och familjen Melolonthidae. Inga underarter finns listade i Catalogue of Life.